# Phou Bia
Phou Bia (Laotiaans: ພູ ເບຍ wat "berg van zilver" betekent), is de hoogste berg in Laos. De berg ligt in het Annamitisch Gebergte, in de provincie Xieng Khuang op 2.819 meter boven zeeniveau.
De berg ligt in een het met jungle bedekt gebied Phou Bia. Het is gebruikt door Hmong-guerrillastrijders. In de jaren zeventig zochten ongeveer 60.000 Hmongs hier hun toevlucht, maar ook in 2006 waren er meldingen van kleinere Hmong-schuilplaatsen. Vanwege de hoogte is het klimaat koud en het weer is overwegend bewolkt. Hoewel er al tientallen jaren geen sneeuw is gemeld, is gedocumenteerd dat er in de vroege jaren 1900 soms sneeuw op de top viel.